# Ines Adler
Ines Adler (* 6. April 1963 in Hennigsdorf bei Berlin) ist eine deutsche Schlager- und Popmusikerin.

## Werdegang
Ines Adler wuchs in Hennigsdorf auf. 1980 trat Adler in der TV-Show Sprungbrett mit Hartmut Schulze-Gerlach alias Muck, einer Fernsehsendung der DDR mit jungen Nachwuchskünstlern, auf. In den 1980er Jahren befand sich Ines Adler auf Tourneen durch die DDR, unter anderem mit Andreas Holm und Thomas Lück. Die Wende unterbrach ihre Karriere. Adler arbeitete unter anderem als Imbissverkäuferin.
In den 1990er Jahren nahm sie Kontakt zur Neuend-Production von Neumi Neumann und Norbert Endlich auf. Sie produzierten 1994 mit Adler ihr erstes Album „Ich schleich mich in dein Herz“. 1996 erhielt Adler die Goldene Stimmgabel für den Titel Nimm einmal noch meine Hand, eine Coverversion von Céline Dions „Think twice“. Daraus resultierte ein Vertrag mit der Plattenfirma eastwest. Dort erschien 1998 das zweite Album. Der Titelsong Ich war so lange nicht verliebt war Titelmelodie der TV-Serie Die Unbestechliche (SAT.1, Regie: Dieter Wedel). Dann veröffentlichte Ines Adler im Jahr 2001 bei der Plattenfirma ALLMUSICA Production, Hamburg, die beiden Single-CDs „Wilde Herzen – Süßes Blut“ und „Liebe lebenslänglich“. 2002 folgte ihre dritte Veröffentlichung „Feuer auf meiner Seele“. Verantwortlich für die Produktion und die neue Medienpräsenz war ihr neues Management MEDIANETT, das von Frank Schröder geleitet wurde.
Am 24. März 2006 erschien ihr drittes Album. Es heißt Wie ein Film und entstand erneut in Zusammenarbeit mit Neuend-Production.
Ines Adler ist seit 2009 im Team der Daxhill Studios München.

## Privates
Sie ist die Mutter der Sängerin und Songwriterin Saskia Adler, mit der sie auch zusammen aufgetreten ist. Die Tochter bildet zusammen mit dem Musiker und Produzenten Fred Zahl das Musikerduo ROSA.

## Diskografie

### Alben
- 1994: Ich schleich mich in dein Herz
- 1998: Ich war so lange nicht verliebt
- 2006: Wie ein Film

### Singles
- „Ich schleich mich in dein Herz“ (1994)
- „Du bist der Mann von nebenan“ (1994)
- „Nimm einmal noch meine Hand“ (1996)
- „Ich war so lange nicht verliebt“ (1996)
- „Dafür lieb ich dich“ (1997)
- „Warum kann der Clown nicht lachen“ (1998)
- „Wilde Herzen-Süsses Blut“ (2001)
- „Liebe lebenslänglich“ (2001)
- „Feuer auf meiner Seele“ (2002)
- „Licht auf der Welt“ (2002)
- „Rauh und ruppig“ (2004)
- „Küss mich noch einmal“ (2004)
- „17“ (2005)
- „Sie ist verrückt nach dir“ (2005)
- „Wie ein Film“ (2006)
- „Total verliebt“ (2009)
- „Wenn du mich liebst“ (2009)
- „Wie der Wind“ (2010)
- "Frei" (2012)
- „Was machst du heut? (...Be my Baby)“ (2013)
- "ich lieb dich so " (2014)
- " Ausgeträumt" (2014)